# Isopsetta
Isopsetta is een monotypisch geslacht van straalvinnige vissen uit de familie van schollen (Pleuronectidae).

## Soort
- Isopsetta isolepis (Lockington, 1880)